# 22640 Шалілабена
22640 Шалілабена (22640 Shalilabaena) — астероїд головного поясу, відкритий 24 червня 1998 року.
Тіссеранів параметр щодо Юпітера — 3,518.